# Матип, Бенжамен
Бенжамен Мати́п (фр. Benjamin Matip; 15 мая 1932, Эсека, Французский Камерун (ныне Центральный регион (Камерун)) — 4 сентября 2017, Дуала, Камерун) — камерунский писатель
, драматург, фольклорист, историк.

## Биография
Получил юридическое образование. С 1957 г. — доктор юридических наук.

## Творчество
Писал на французском языке. В 1956 году опубликовал повесть «Африка, мы не знаем тебя!» о борьбе с отжившими формами патриархального общества в Камеруне.
Им собраны и обработаны сказки и легенды народов Камеруна (сборник «При свете звёзд», 1962). Автор пьесы «Последний приговор» (1963), главный герой которой — молодой врач, борющийся с отсталостью и невежеством соотечественников.
Его перу принадлежат несколько работ по истории Африки («Дипломатическая и социальная история Чёрной Африки с XV-го до XVIII-го века», «Столкновения и отношения Европы и чёрной Африки в современной истории (с XV-го до XVIII-го века)»).

## Избранные произведения
- Afrique, nous t’ignorons !, R. Lacoste, 1956
- Histoire diplomatique et sociale de l’Afrique Noire du XVe au XVIIIe siècle, Université de Paris, 1957, 81 p. (mémoire de DES)
- Heurts et malheurs des rapports Europe et Afrique noire dans l’histoire moderne (du 15e au 18e siècle), la Nef de Paris, 1959 (texte remanié du mémoire)
- À la belle étoile : contes et nouvelles d’Afrique, Présence africaine, 1962
- Laisse-nous bâtir une Afrique debout : roman dialogué, drame en 3 actes et 26 tableaux, Éditions Africascope, 1979
- Le Rendez-vous de Tachkent, paraîtra en début de l’année 2020.